# Leptacis bicolorata
Leptacis bicolorata är en stekelart som beskrevs av Peter Neerup Buhl 2001. Leptacis bicolorata ingår i släktet Leptacis och familjen gallmyggesteklar. Inga underarter finns listade i Catalogue of Life.